# لویی لارته

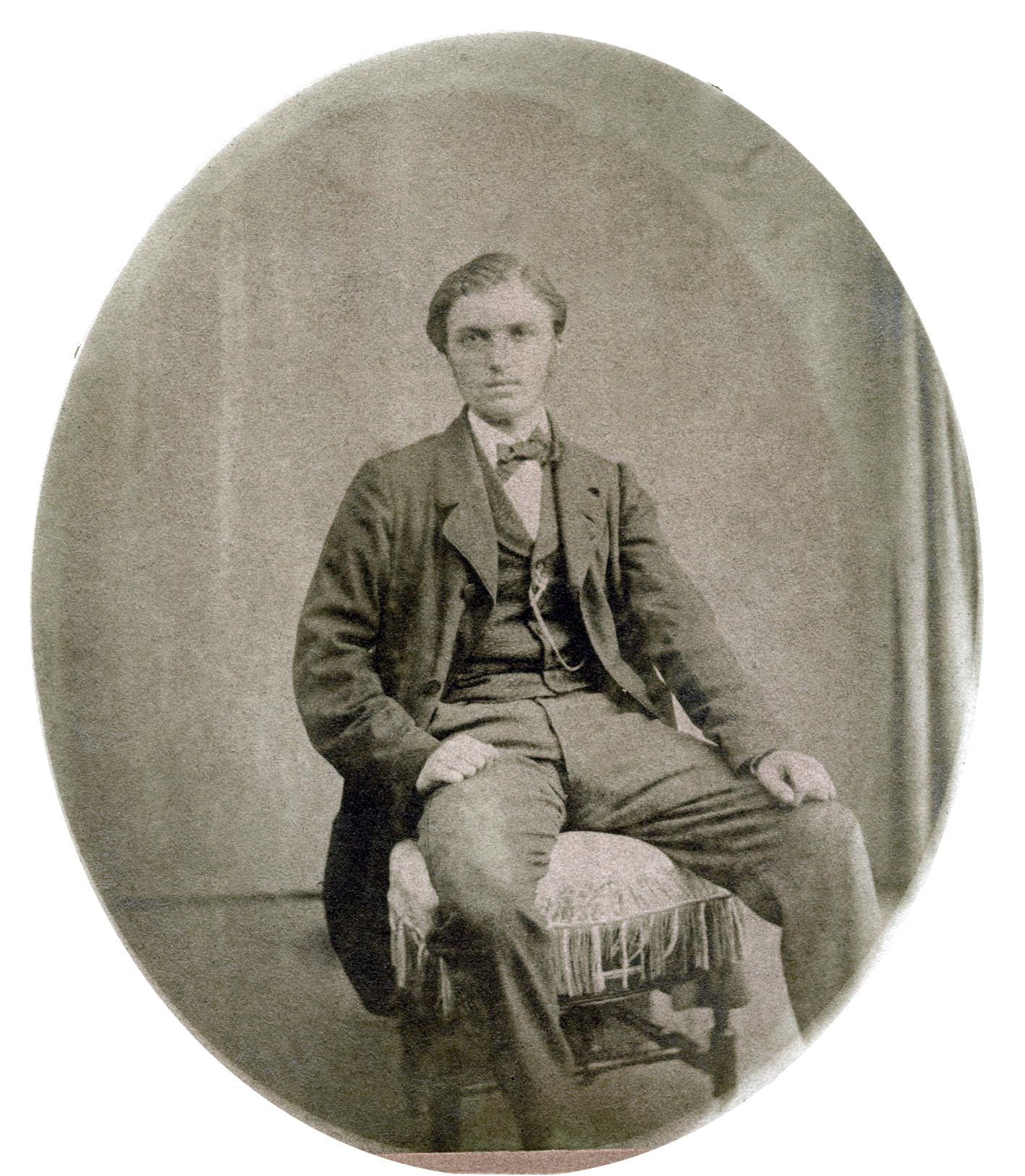
لویی لارته دیرینه‌شناس فرانسوی

لویی لارته «Louis Lartet "1840 - 1899 زمین‌شناس و دیرینه‌شناس فرانسوی بود. او اسکلتهای اصلی کرومانیون را کشف کرد.

## خانواده
لویی لارته در Castelnau-Magnoac، در Seissan در بخش ژرس به دنیا آمد. پدرش، ادوارد لارته، زمین‌شناس ماقبل تاریخ برجسته‌ای بود که در دهه‌های ۱۸۶۰ و ۱۸۷۰ نقش کلیدی در یافتن شواهدی مبنی بر زندگی انسان‌ها در دوره کواترنری ایفا کرد و لوئیس تحقیقات پدرش را در زمینه ماقبل تاریخ بشر ادامه داد. او در سال ۱۸۶۳ به عضویت Société géologique de France (انجمن زمین‌شناسی فرانسه) درآمد و به هیئت اعزامی که توسط دوک لوین برای کاوش در فلسطین ترتیب داده شده بود، پیوست. این منجر به انتشار
(1876-7) Exploration géologique de la mer Morte شد که پایان‌نامه دکترای او را تشکیل داد.

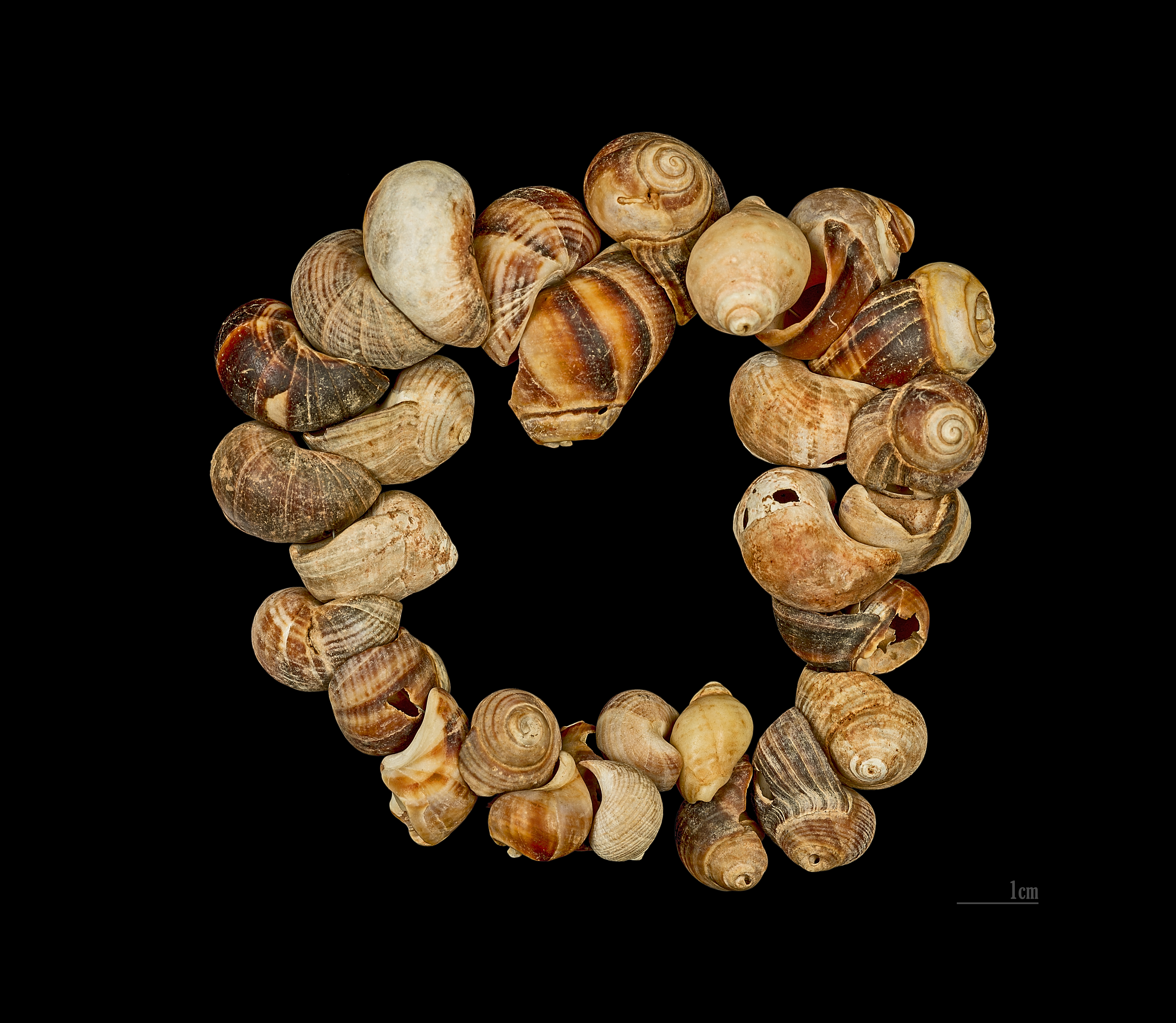
زیورآلات ساخته شده از صدف انسان کرومانیون مجموعه لویی لارته موزه تولوز

## کشف انسان کرومانیون
در سال ۱۸۶۸، پس از اینکه کارگران با استخوان‌های حیوانات منقرض شده، ابزار سنگ چخماق و جمجمه‌های انسان برخورد کردند، از لارته خواسته شد تا در پناهگاه صخره‌ای در نزدیکی دهکده فرانسوی Les Eyzies حفاری انجام دهد. لارته اسکلت‌های جزئی چهار فرد بالغ ماقبل تاریخ و یک نوزاد را به همراه صدفهای سوراخ‌دار که به عنوان زیورآلات استفاده می‌شد و اشیاء ساخته شده از عاج و شاخ گوزن شمالی کشف کرد. این انسان‌های کرومانیون به زودی به عنوان یک نژاد انسان ماقبل تاریخ جدید از فسیلهای انسان نئاندرتال که در سال ۱۸۶۵ در آلمان کشف شد، شناسایی شدند.

## سابقه علمی
لارته در سال ۱۸۷۳ تدریس زمین‌شناسی را در دانشگاه تولوز آغاز کرد و در سال ۱۸۷۹ استاد زمین‌شناسی در این دانشگاه شد. او در سال ۱۸۷۹ به عضویت انجمن باستان‌شناسی دومیدی فرانسه، و در سال ۱۸۸۰ به عضویت انجمن کشاورزی درآمد. آکادمی علوم در سال ۱۸۸۲ و انجمن تاریخ طبیعت در سال ۱۸۸۲.